# Kościół św. Heleny w Trnawie
Kościół św. Heleny w Trnawie (słow. kostol sv. Heleny w Trnave) – XIV-wieczny, gotycki kościół obrządku rzymskokatolickiego w Trnawie w zachodniej Słowacji. Pierwotnie szpitalny, obecnie parafialny, należący do dekanatu Trnawa w archidiecezji trnawskiej. Jeden z najstarszych zabytków miasta.

## Położenie
Kościół mieści się przy ul. Głównej (słow. Hlavná ul.), na jej południowym końcu, na samym południowym skraju historycznego starego miasta Trnawy.

## Historia
Powstał wraz z przylegającym doń miejskim przytułkiem dla starych i chorych („szpitalikiem”) w połowie XIV w. Pierwotnie poświęcony prawdopodobnie był św. Archaniołowi Michałowi i obecne wezwanie otrzymał być może dopiero w XV w. Najstarsza wzmianka pisana o kościele pochodzi z 1490 r. Kościół przebudowano w epoce baroku, m.in. dodając po obu stronach nawy barokowe kaplice. Zabudowania szpitala i przytułku przebudowane zostały w stylu klasycystycznym w XIX w.

## Architektura
Kościół murowany, orientowany. Pierwotnie gotycki, barokowo przebudowany. Jednonawowy, z poligonalnie zamkniętym prezbiterium, bezwieżowy, nakryty dachami dwuspadowymi. Przy północnej stronie prezbiterium ośmioboczna wieżyczka z maswerkowymi oknami, nakryta dachem wieżowym. Na niej dzwon „Św. Elżbieta” z roku 1766 oraz o pięć lat młodszy dzwon „św. Helena”. Na fasadzie, nad gotyckim portalem, kamienna, trójdzielna edykuła z rzeźbami przedstawiającymi (kolejno od lewej) św. Elżbietę, św. Helenę i św. Barbarę. Środkowa rzeźba (św. Helena) gotycka, z ok. 1400 r. Obok masywny, kamienny krzyż, dzieło miejscowego kamieniarza Ignáca Malczera z 1739 r.
W prezbiterium (najstarsza część świątyni) i nawie gotyckie sklepienia krzyżowo-żebrowe. W murze prezbiterium kamienne, gotyckie sakramentarium, zamknięte kutą kratą. W oknach barwne witraże.
Ołtarz główny neogotycki, z końca XIX w. W kaplicy południowej jedyny w Trnawie ołtarz szafiasty (tablicowy). Konstrukcja i część centralna z rzeźbiarskim przedstawieniem Serca Bożego z ok. 1700 r., boczne skrzydła późnogotyckie z ok. 1500 r. W kaplicy północnej boczny ołtarz z obrazem z l. 1725–1728, przedstawiającym Matkę Boską Loretańską. Organy wykonał mistrz Karl Neusser z Nowego Jiczyna przed rokiem 1900.